# Фонтана дел'Олмо (Авелино)
Фонтана дел'Олмо је насеље у Италији у округу Авелино, региону Кампанија.
Према процени из 2011. у насељу је живело 45 становника. Насеље се налази на надморској висини од 761 м.